# Paul Drekmann
Paul Drekmann (ur. 13 listopada 1893 w Hamburgu, zm. 9 marca 1960 w Mülheim an der Ruhr) – niemiecki wojskowy, generalleutnant.

## Odznaczenia
- Krzyż Rycerski Krzyża Żelaznego (1945)
- Złoty Krzyż Niemiecki
- Krzyż Hanzeatycki Hamburski (1917)
- Krzyż Zasługi Wojennej
- Brązowy Krzyż Hiszpanii (1939)
- Srebrna Odznaka za Rany (1943)
- Czarna Odznaka za Rany (1918)
- Medal Pamiątkowy 1 października 1938 (1939)